# Jesús Ramón Neyra
Jesús Ramón Neyra Uyén (Camaná, 14 de octubre de 1950) es un exfutbolista peruano. Desempeñó como defensa en solo clubes de Perú. Es padre de los actores Gianella Neyra y Jesús Neyra.

## Trayectoria
Es un conocido exfutbolista que se desempeñó en equipos como Foot Ball Club Melgar de Arequipa, donde fue campeón en la Copa Perú 1971, ganando así el derecho de participar en el Campeonato Descentralizado 1972, luego jugó en el Club Centro Deportivo Municipal y en el Club Atlético Chalaco, donde fue subcampeón nacional en el Campeonato Descentralizado 1979.
En aquellos tiempos, tuvo una exitosa carrera, puesto que fue convocado a la selección juvenil por el preolímpico para los Juegos Olímpicos de Múnich 1972. Su apodo se debe a que su hermana menor le decía Jesucho y así fue que se quedó con Cachucho.

## Clubes
| Club                                           | País | Temporada |
| ---------------------------------------------- | ---- | --------- |
| Club Atlético Universidad Nacional San Agustín | Perú | 1967-1969 |
| Foot Ball Club Melgar                          | Perú | 1970-1971 |
| Club Centro Deportivo Municipal                | Perú | 1972-1973 |
| Club Atlético Chalaco                          | Perú | 1973-1980 |

## Palmarés

#### Campeonatos nacionales
| Título    | Club                  | País | Año  |
| --------- | --------------------- | ---- | ---- |
| Copa Perú | Foot Ball Club Melgar | Perú | 1971 |